# Sophie Alberti
Mathilde Elise Sophie Alberti (19 de setembre de 1846 – 17 de juny de 1947) fou una activista pionera en la defensa dels drets de les dones a Dinamarca i col·laboradora de Kvindelig Læseforening (Associació de Dones Lectores), que incloïa unes 4.600 sòcies inscrites el 1919.

## Biografia
Alberti nasqué el 19 de setembre del 1846 a Copenhaguen, filla del procurador del tribunal suprem, i polític de Venstre, Carl Christian Alberti (1814 – 90), i d'Albertine Sophie Frederikke Westergaard (1814 –1901). Fou la major de quatre germans. El seu germà Peter Adler fou famós per l'escàndol Alberti del 1908.
Durant la seua vida, estigué molt unida amb sos pares i hi visqué fins que van morir. Quan tenia 16 anys, es traslladà a París en un viatge d'estudis amb la seua amiga Tagea Rovsing. Ambdues promovien activament el dret de les dones a estudiar i seguien els debats parlamentaris sobre el dret de les mestresses de casa a rebre un sou. Entrà en l'Associació de Dones Lectores dos anys després que la fundàs Rovsing i Sophie Petersen al 1872.